# Vivian Asheri Kilo
Vivian Asheri Kilo est une personnalité politique camerounaise. Elle est secrétaire d'Etat auprès du ministère de L' Éducation de base du Cameroun depuis le 4 janvier 2019.

## Biographie

### Formation
Viviane Asheri a été formée à l'Université de Yaoundé 1 et à l'Université de Leeds, au Royaume-Uni, où elle a obtenu un doctorat en arts du spectacle et visuels, arts du théâtre et théâtre pour la communication, l'éducation et le développement.

### Carrière
| Poste                                                    | Organisme                                        | Période       |
| -------------------------------------------------------- | ------------------------------------------------ | ------------- |
| Conseillère technique n°1                                | Ministère des Arts et de la Culture.             | Depuis 2008   |
| Maître de conférences en arts du spectacle.              | Universités de Yaoundé 1 et de Buea.             | Non spécifiée |
| Consultante en prévention et sensibilisation au VIH/SIDA | ONUSIDA (Sierra Leone).                          | Non spécifiée |
| Consultante en prévention et sensibilisation au VIH/SIDA | Théâtre pour l'Éducation de l'UNESCO (Cameroun). | Non spécifiée |

En 2019, Kilo Viviane Asheri a été nommée secrétaire d'État auprès du ministre de l'Éducation de base,,.